# Cratere Lolita
Lolita  è un cratere sulla superficie di Eros.